# Schwules Museum

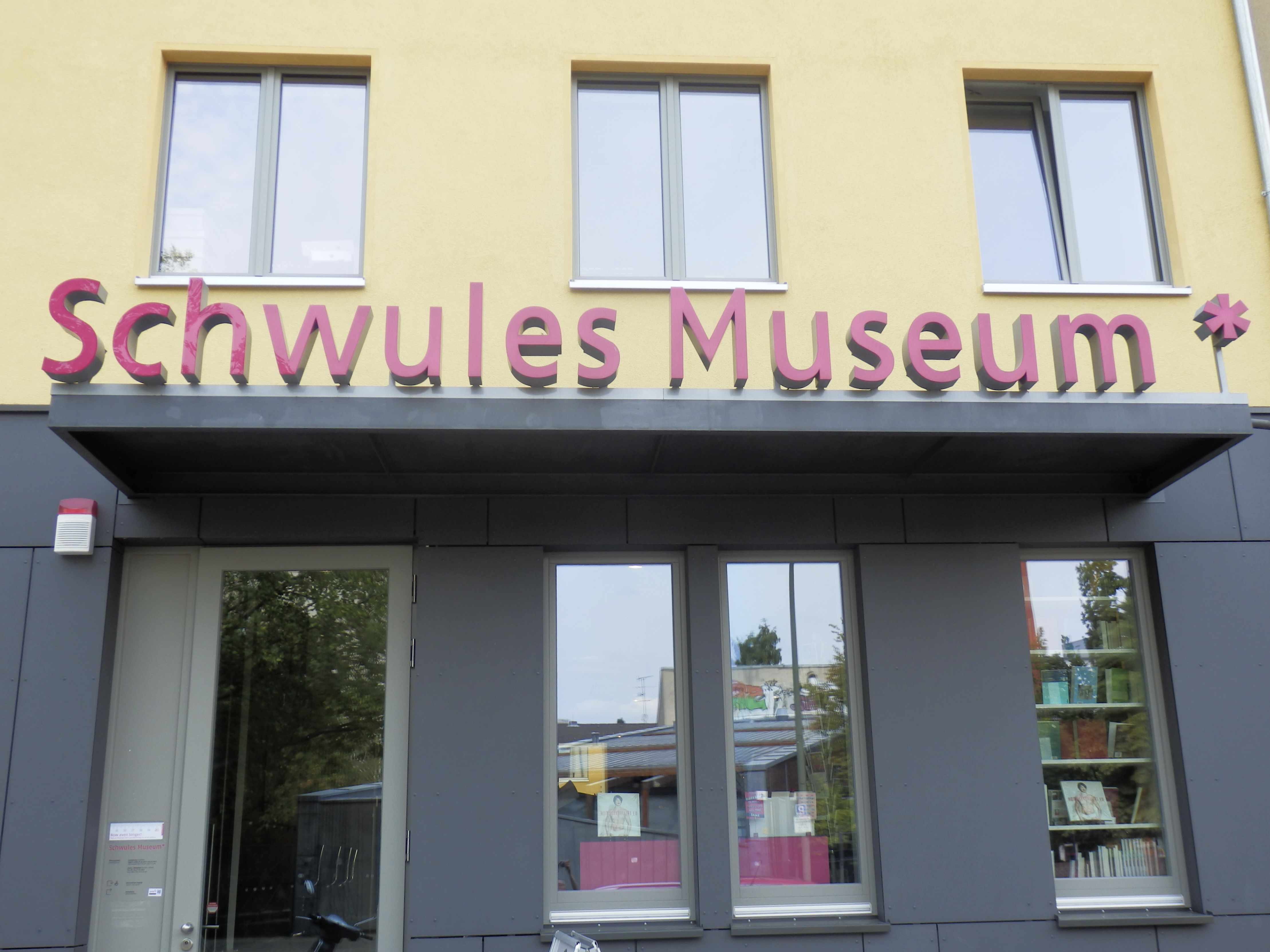
Schwules Museum, aktueller Standort: Lützowstraße 73 in Berlin-Tiergarten

Das Schwule Museum (Eigenschreibweise: Schwules Museum * [mit Gendersternchen]) in Berlin wurde am 6. Dezember 1985 gegründet. Es beschäftigt sich in Ausstellungen, Veranstaltungen und Archivarbeit mit lesbischen, schwulen, transsexuellen, bisexuellen und queeren Lebensgeschichten, Themen und Konzepten in Geschichte, Kunst und Kultur. Die Museumsräume befanden sich von 1989 bis März 2013 am Mehringdamm in Kreuzberg, bevor sie im Mai 2013 in die Lützowstraße 73 im Ortsteil Tiergarten verlegt wurden.

## Geschichte

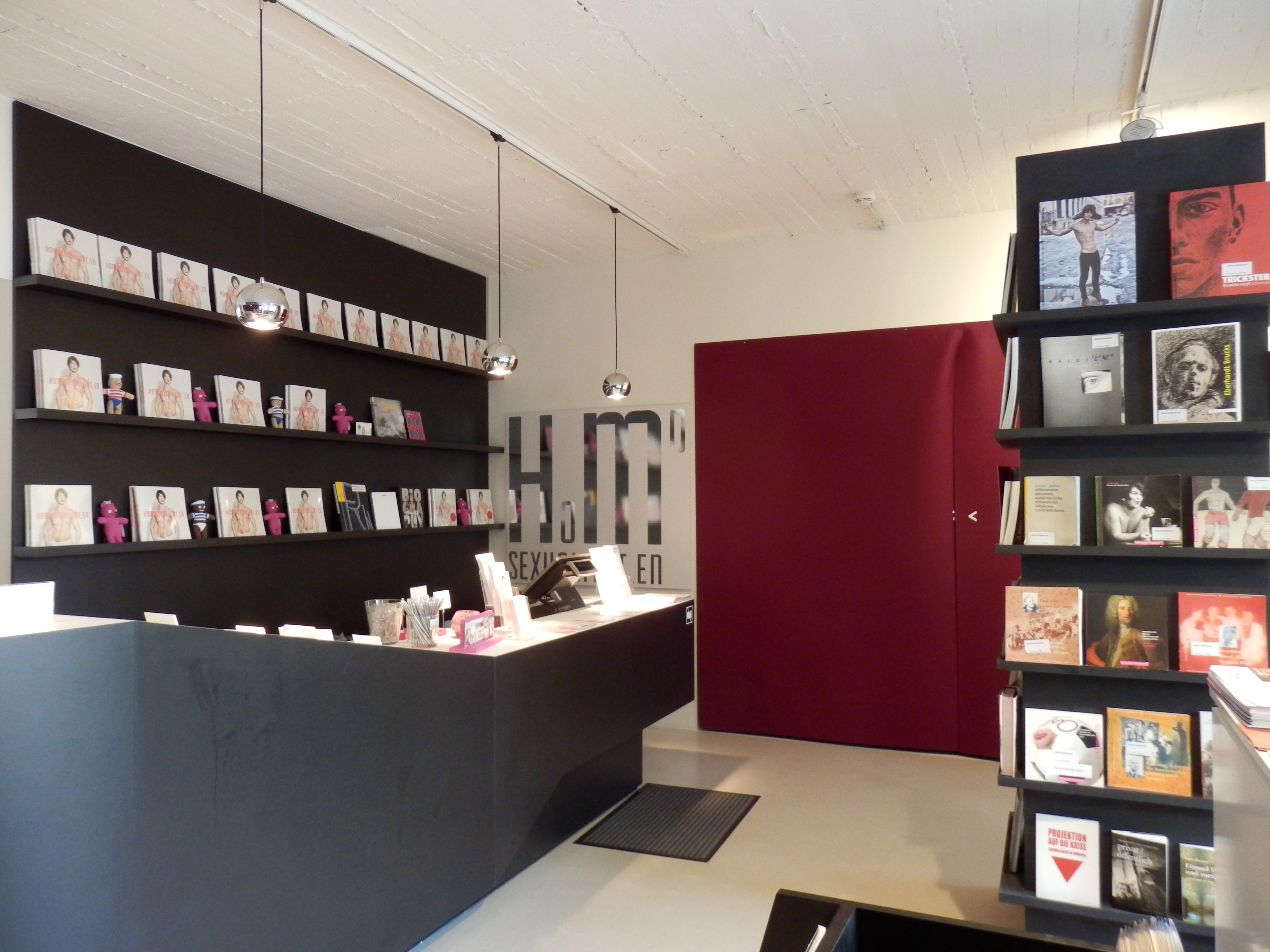
Museumsshop des Schwulen Museums, 2015

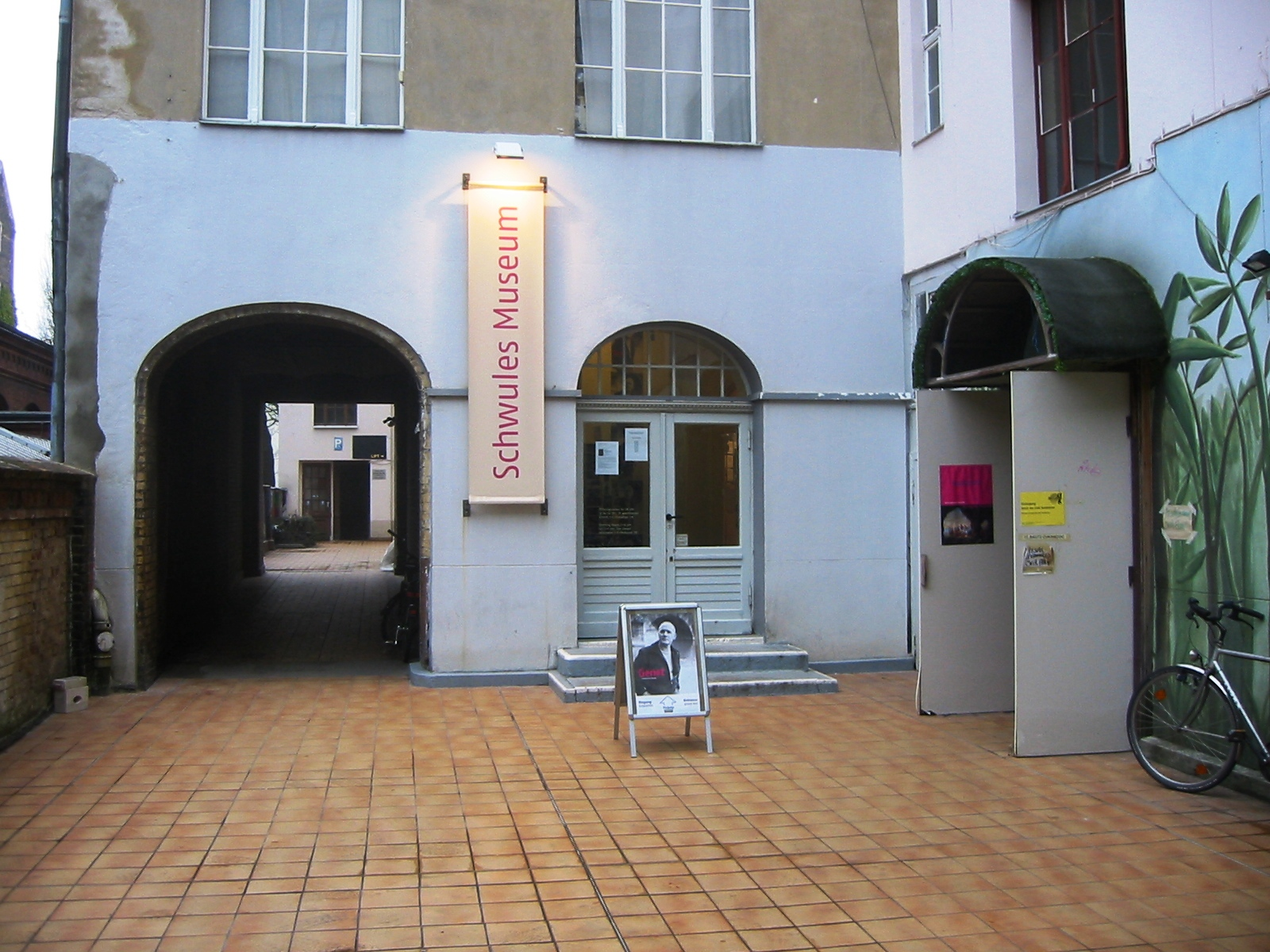
Eingang zum ehemaligen Standort des Schwulen Museums in Kreuzberg von 1988 bis 2013

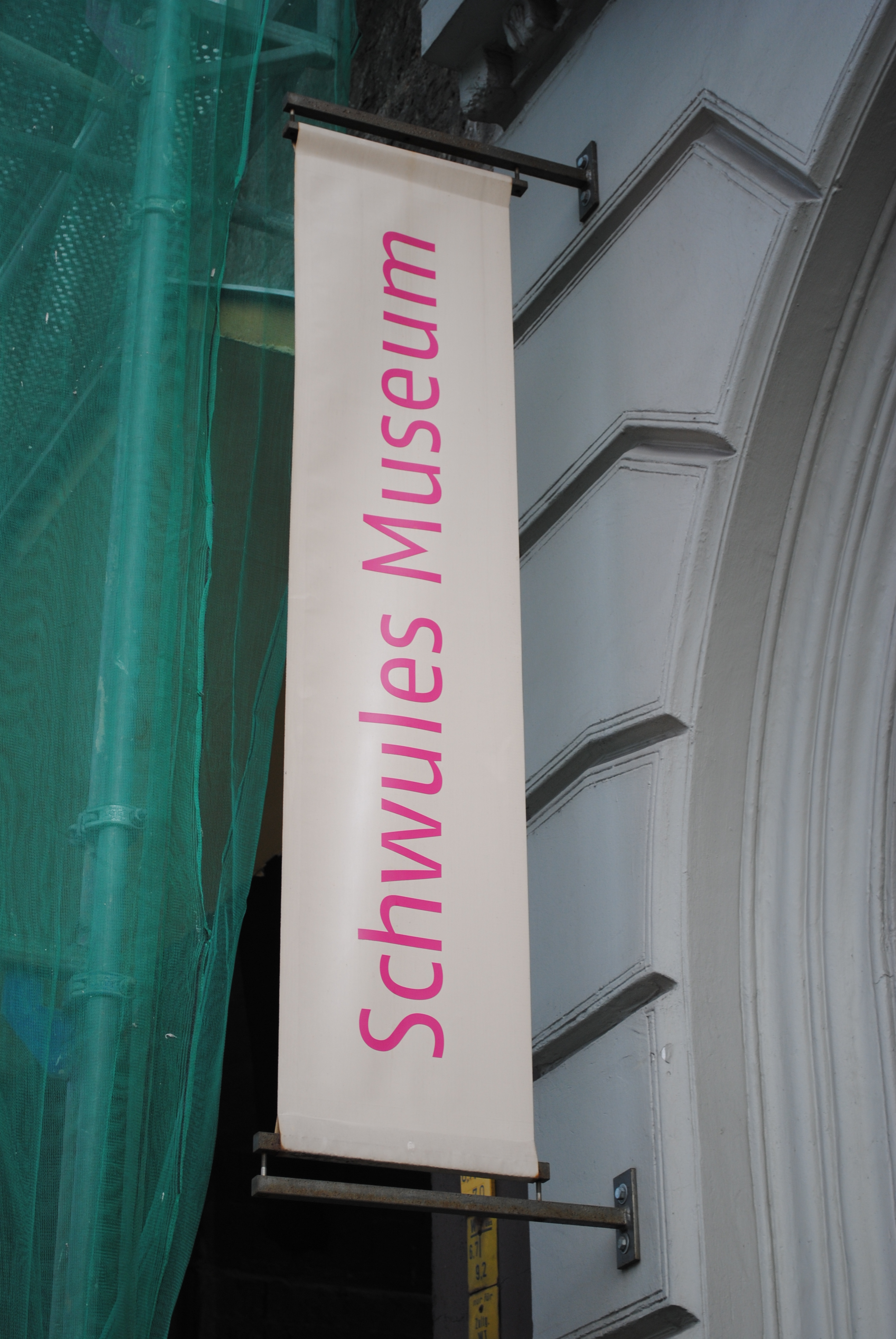
Schwules Museum, Standort Mehringdamm – Schild

Im Jahr 1984 fand im West-Berliner Berlin Museum (das später mit dem Ost-Berliner Märkischen Museum zusammengelegt wurde) auf Initiative von studentischen Museumsaufsichten – Andreas Sternweiler, Wolfgang Theis und Manfred Baumgardt – die Ausstellung „Eldorado – Homosexuelle Frauen und Männer in Berlin 1850–1950“ statt. Sie wurde von den Initiatoren in Zusammenarbeit mit einer Gruppe lesbischer Aktivistinnen kuratiert. Nach deren großem Erfolg – über 40.000 Menschen besuchten die Ausstellung – hatten die Ausstellungsmacher die Idee, diese Art der Arbeit in einem eigenen Museum weiter zu führen. Am 6. Dezember 1985 wurde daher der „Verein der Freunde eines Schwulen Museums in Berlin e. V.“ gegründet. In den Räumen der Allgemeinen Homosexuellen Arbeitsgemeinschaft AHA in der Friedrichstraße 12 legte man den Grundstock für eine Museumsbibliothek und ein Archiv, und hier fand auch 1986 die erste Ausstellung statt: „Igitt – 90 Jahre Homopresse“. Anlässlich des ein Jahr später stattfindenden 750. Gründungsjubiläums von Berlin zeigte das Schwule Museum die Ausstellung „750 warme Berliner“. 
Im Jahr 1988 folgte der Umzug des Museums in die Museumsräume am Mehringdamm 61, wo bis 2013 mehr als 130 Ausstellungen realisiert wurden, dann ein Umzug in das Gebäude in der Lützowstraße 73 in Berlin-Tiergarten. Dort verfügt das Schwule Museum über vier Ausstellungsräume, ein Café, eine Präsenzbibliothek mit Rechercheplätzen für Nutzer, Büroräume und eine Werkstatt sowie ein klimatisiertes Archiv.

## Umbenennung inSchwules Museum*
Ursprünglich war es das Ziel der Gründer des Museums – Andreas Sternweiler, Wolfgang Theis, Manfred Herzer und Manfred Baumgardt –, mit der Ausstellungsarbeit die Vielfältigkeit schwulen Lebens einer breiten Öffentlichkeit zugänglich zu machen und eine wissenschaftliche Aufarbeitung und Erforschung schwuler Geschichte zu gewährleisten. Dadurch sollte schwules Leben sichtbar und präsent gemacht und Toleranz und Akzeptanz gegenüber Schwulen gefördert werden, um Diskriminierung entgegenzuwirken und um schwules Selbstbewusstsein und schwule Identität zu stärken. 
Seit 2008 erfolgt eine inhaltliche Neuausrichtung, die neben der männlichen Homosexualität als Gegenstand von Sammlungs-, Forschungs- und Ausstellungstätigkeit auch andere sexuelle Orientierungen und Geschlechtsidentitäten einbezieht, in erster Linie die von Lesben und Transgendern. Dies soll durch die Ergänzung des Gendersternchens (*) zum Namen Schwules Museum * ausgedrückt werden. Es steht für eine Vielfalt von sexuellen und geschlechtlichen Identitäten.

## Dauerausstellung
Von Dezember 2004 bis zum Umzug im Mai 2013 wurde die Dauerausstellung „Selbstbewusstsein und Beharrlichkeit. 200 Jahre schwule Geschichte“ gezeigt. Sie präsentiert für den Zeitraum von 1790 bis 1990 Strategien, Möglichkeiten und Probleme von Homosexuellen, ein selbstbestimmtes Leben zu führen, Gleichgesinnte zu finden und Netzwerke zu organisieren. Dem gegenübergestellt werden die gesellschaftlichen und gesetzlichen Bedingungen, wie der § 175 und die damit verbundene Ausgrenzung, Verfolgung und Bestrafung von Homosexuellen sowie die Erfolge der Schwulenbewegung.

## Sonderausstellungen
Seit seiner Gründung zeigte das Schwule Museum etwa 150 Ausstellungen, wie beispielsweise über Oscar Wilde, Marlene Dietrich, Greta Garbo, Rosa von Praunheim oder Ludwig Wittgenstein. Historische Expositionen beleuchteten einzelne Epochen oder geschichtliche Entwicklungen differenziert, wie „Goodbye to Berlin. 100 Jahre Schwulenbewegung“ (1997 im Haus der Akademie der Künste im Hansaviertel). Mit der Ausstellung „Verfolgung homosexueller Männer in Berlin 1933–45“ in Kooperation mit der Gedenkstätte Sachsenhausen wurde das Thema Schwule während der Zeit des Nationalsozialismus bearbeitet. 
Im Jahr 2015 zeigte das Schwule Museum mit „Homosexualität_en“ seine bisher größte Ausstellung. In Kooperation mit dem Deutschen Historischen Museum, wurden ein halbes Jahr lang vielfältige Exponate zur queeren Kultur- und Emanzipationsgeschichte gezeigt.

## Archiv
Im Archiv des Schwulen Museums kann zur Kultur, Geschichte und der Bewegung homosexueller und transgeschlechtlicher Menschen aus allen Zeiten geforscht werden. Zeitschriften aus Deutschland ab 1896, aus Europa und der Welt werden hier gesammelt, katalogisiert und kontinuierlich ergänzt. Neben dem Schriftgutarchiv umfasst das Archiv eine Sammlung von Fotos, Videos, Filmen, Plakaten, Autographen, Kunstwerken sowie Nachlässen.
Die internationale Präsenzbibliothek umfasst etwa 19.000 Titel – großteils „graue Literatur“ und Hochschulschriften – aus allen Gebieten zur männlichen Homosexualität mit einem großen Kunstschwerpunkt. Zudem zählen rund 3.000 internationale Zeitschriftentitel, rund 4.000 Filme und andere Medien wie Schallplatten, Kassetten, Tonbänder, CDs und Digitalisate zum Bestand der Bibliothek des Schwulen Museums. Es wird auch Literatur zur weiblichen Homosexualität und Standardliteratur zu trans- und intergeschlechtlichen Lebensweisen sowie zu queeren Themen gesammelt.
Das Archiv wird von Wissenschaftlern aus aller Welt genutzt. Darüber hinaus bestehen Kooperationsbeziehungen mit Universitäten und Forschungsinstituten.

## Struktur
Träger des Schwulen Museums ist der gemeinnützige „Verein der Freundinnen und Freunde des Schwulen Museums in Berlin e. V.“, gegründet am 6. Dezember 1985. Neben der institutionellen Förderung durch das Land Berlin bilden die Mitgliedsbeiträge und Spenden eine unverzichtbare Einnahmequelle.
Neben dem Vorstand sind 17 hauptamtliche Arbeitskräfte im Schwulen Museum beschäftigt. Ein großer Teil des laufenden Betriebes wird von knapp 60 Ehrenamtlichen gewährleistet.